# Edmilsa Governo
Edmilsa Governo, née le 28 février 1998 à Maputo (Mozambique), est une athlète handisport mozambicaine, spécialiste du sprint et concourant dans la catégorie T12 pour déficients visuels.

## Biographie

### Carrière
En 2015, elle est nommée Athlète de l'année par la Fédération mozambicaine du sport et reçoit un prix de 30 000 metical.
Sélectionnée pour les Jeux paralympiques d'été de 2016, elle est la seule athlète représentant le Mozambique lors de cet événement et sert donc en tant que porte-drapeau lors de la cérémonie d'ouverture. À Rio, elle remporte le bronze sur le 400 m T12, en établissant un nouveau record d'Afrique en 53 s 89, derrière la Cubaine Omara Durand et l'Ukrainienne Oksana Boturchuk. Elle est la première athlète mozambicaine médaillée depuis la création des Jeux paralympiques.